# Péninsule Arctowski

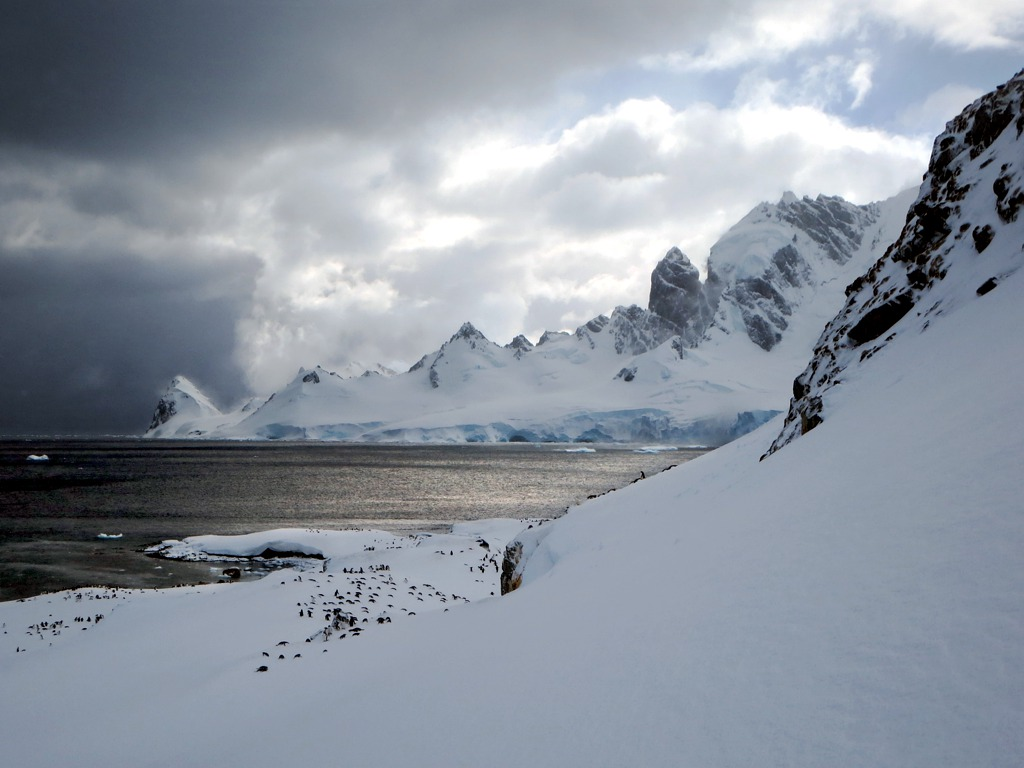
Des manchots gentoo parsèment un plateau sur l'île de Cuverville qui surplombe la péninsule d'Arctowski, un bras de la péninsule Antarctique.

La péninsule Arctowski  est une péninsule de 24 km de long dans la direction nord-sud entre la baie d'Andvord et la baie de Wihelmina sur la côte ouest de la terre de Graham.

## Histoire
Elle a été découverte par l'expédition Antarctique belge de 1897 – 1899 dirigée par Adrien de Gerlache.
Ce nom a été donné par le comité de conseil américain pour les noms en Antarctique (ACAN ou US-ACAN)